# 大桑朗语群
大桑朗语群是包含桑朗语群、义都－达让语支和前达尼语的语群。大桑朗语群的分类首先由罗杰·布伦奇（Roger Blench） (2014)提出，基于Modi (2013)发现的共享词汇创新。Blench (2014)认为大桑朗语群自成一语系，经历过来自汉藏语系的区域性影响。
由米浪语、克罗语、达让语和义都语共享的独特词汇也在Modi (2013)中提到。 Modi (2013)认为达让语可能比义都语更接近米浪语。

## 语言[4]
大桑朗语群
- 前达尼
- 义都语-达让语
- 桑郎语群
  - 克罗语
  - 米浪语

## 对音
Modi (2013):20-22观察到米浪语、达让语、义都语和原始达尼语的下列对音。
| 米浪语 | 达让语 | 义都语 | 原始达尼语 |
| ------ | ------ | ------ | ---------- |
| -u     | -a     | -a     | *-o        |
| h-     | s-     |        |            |
| C-     | Cl-    | Cr-    |            |
| c-     | t-     | t-     |            |